# Garrigue

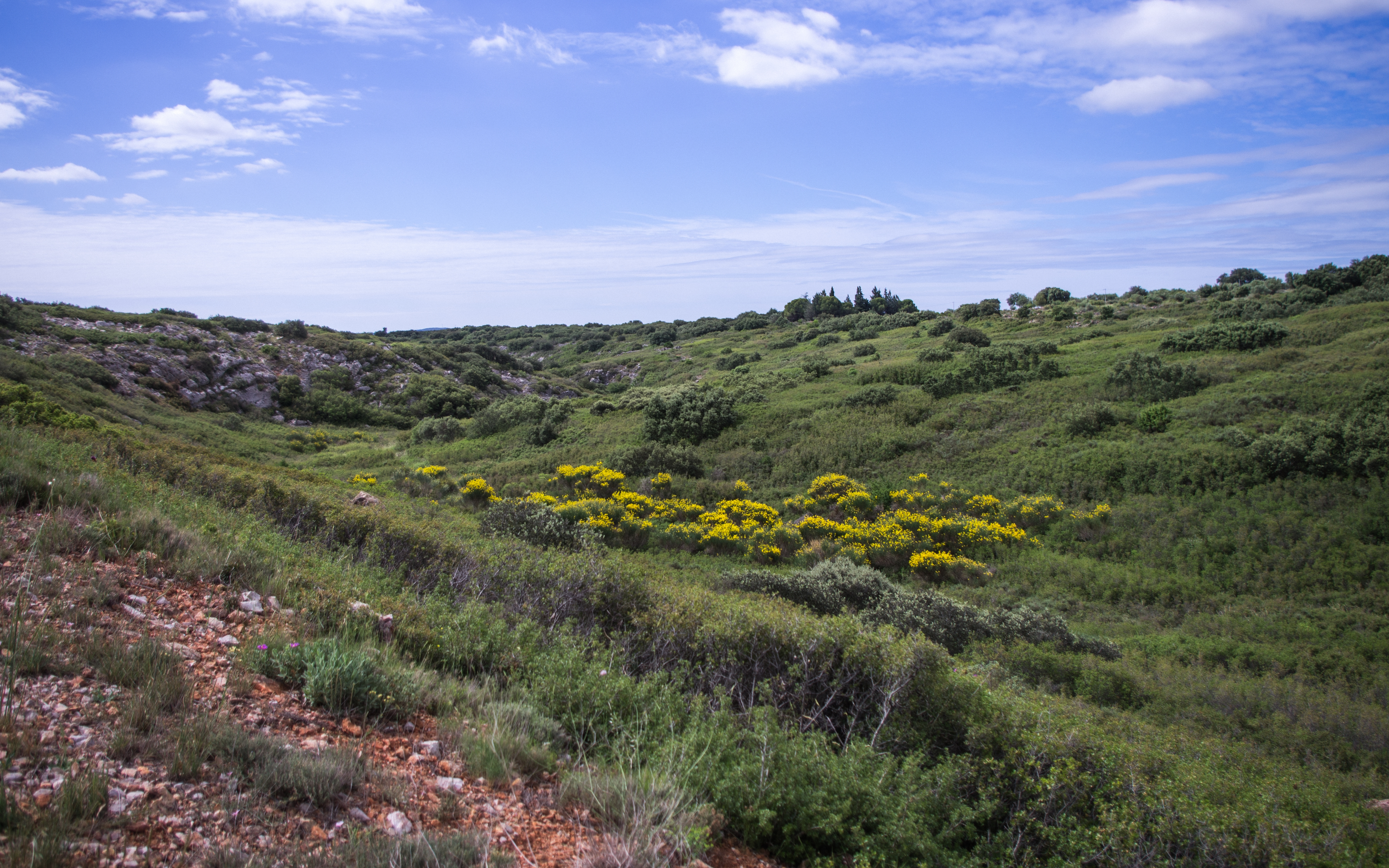
Garrigue i departementet Hérault, södra Frankrike.

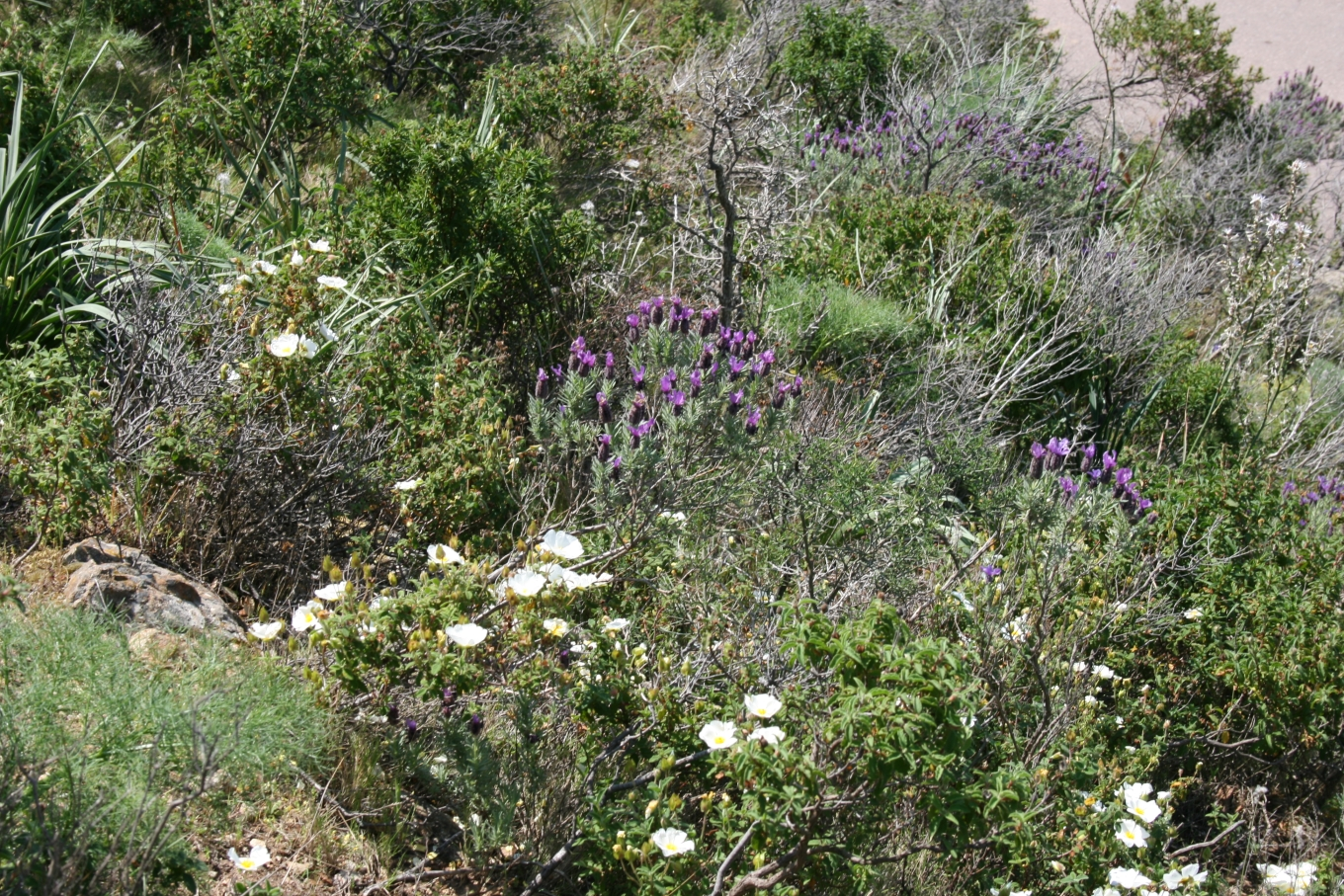
Garrigue med blommande växter i slutet av april på Korsika.

Garrigue är en vegetationstyp i Medelhavsområdet. Den förekommer på kulturpåverkad torr mark. Växtligheten är ofta låg, tornig och ständigt grön. Många arter har väldoftande och ludna blad. Exempel på växter som är förekommer i garriguen är stenek, kermesek, aleppotall, buxbom, rosmarin, lavendel och timjan. Mot öster ändrar garriguen karaktär och kallas ofta frygana. I fryganan finns mer kuddbildande växtlighet och lökväxter. 